# 三張護身符
《三張護身符》是青森縣的傳說。符咒的逃走譚裡最具代表性的故事。也稱為「鬼婆婆與小和尚」

## 故事概要
很久很久以前，在某個村莊裡有一間寺廟。在那裡面，住著一個小和尚和一個老和尚。
有一天小和尚想到山裡去採栗子，老和尚提醒小和尚說山裡可能會有山姥姥出現。但小和尚一再央求，老和尚拿他沒轍，就拿出三張護身符給了小和尚，要小和尚在危急時使用。小和尚因專注於採栗子誤了時間，回過神來發現天黑了，就在這時他碰到了一個老奶奶，小和尚受她邀請並到她家寄宿，之後小和尚發現老奶奶真面目其實是山姥姥，她是準備要吃小和尚的。
慌張的小和尚此時就謊稱說他要上廁所，山姥姥便用繩子綁住他，將他帶去廁所。小和尚入廁所後將繩子綁在廁所的柱子上，並貼上第一張護身符並對祂說「護身符大人，拜託您替我說還沒有好」，之後他就從廁所窗戶逃走了。由於小和尚久久不出來，而代替小和尚的護身符卻一直重複說「還沒有好」。山姥姥覺得有異，在把廁所給破壞後得知她被欺騙了，便前去追趕。小和尚接著丟出第二張護身符說「變出大河來」。緊追在後的山姥姥便把河水給喝乾了。小和尚拿出最後的護身符說「變出火海來」。可是山姥姥卻把剛剛喝下的河水吐出來把火熄滅了。最後終於逃回寺廟的小和尚趕緊向老和尚求救。
老和尚用計令山姥姥先變作山，後變成豆子並且將她抓起來夾在日本年糕裡吃掉了。

## 變形故事
因地區不同所流傳的故事有些微的差異。
- 小和尚是去採山菜時遇到山姥姥的。
- 小和尚把護身符交給廁所的神明，並由那個神明代替小和尚回答。
- 小和尚在綁著繩子的狀態進入廁所時，將護身符貼在廁所的竹棍，讓護身符代為回答並將繩索繫在竹棍上，趁機從廁所窗戶逃走。山姥姥直至拉扯繩子而扯斷廁所的竹棍才發現上當。
- 河水代替火燄的部份，而變出來的大沙丘來代替河水的部份（把護身符給了廁所的神明，護身符也是使用三個場合）。
- 把河水喝乾而追來的山姥姥看到小和尚的屁股笑了出來，接著把水都吐了出來。然而最後的護身符變出大火把水給燒乾，無法消失的火燄就把山姥姥給燒死了。
- 老和尚把變小的山姥姥給放到一個小罐子裡，然後貼上經文封印。
- 老和尚把變成小蟲子的山姥姥給捏死了。
- 山姥姥被老和尚吃了之後，在去廁所方便的老和尚排出來的排泄物裡變成無數的蒼蠅逃走了。
- 山姥姥追擊小和尚到後者所屬的寺廟時，被寺廟大門夾住至死。
- 老和尚將變小的山姥姥放入鍋子裡，接著貼上經文封印。
- 山姥姥追到小和尚所屬的寺廟後，因為誤認水井的倒影是小和尚，縱身跳入井裡，分成山姥姥溺斃井裡，或受困其中、被老和尚和小和尚聯手用石頭砸死。
- 山姥姥為了抓走小和尚進入廟裡，但由於老和尚機智過人，讓小和尚仿效公雞在破曉時的啼叫聲，讓害怕天亮的山姥姥逃回山裡。
- 山姥姥為了抓走小和尚進入廟裡，但由於老和尚念誦佛經，只好放棄小和尚離去。
- 通常只出現一個小和尚，但有時會出現兩個。
- 在極少數的版本中，老和尚在結局被山姥姥吃掉。

## 外部連結
- （日語） 三張護身符（页面存档备份，存于）
- （日語） 鬼婆婆與小和尚 Digital EHON site（页面存档备份，存于）